# Nationale parlamentsbibliotek
Nationale parlamentsbibliotek (på japansk: 国立国会図書館, Kokuritsu Kokkai Toshokan, på engelsk National Diet Library) er Japans eneste nationalbibliotek. Biblioteket er primært et forskningsbibliotek. Det fungerer også som et pligtbibliotek og opbevarer således også alle eksemplarer af bøger og tryksager, der er udgivet i Japan i moderne tid. Det er et af verden største biblioteker.
Biblioteket åbnede i juni 1948 med en samling på 100.000 eksemplarer. Kokuritsu Kokkai Toshokan blev i 1949 slået sammen med nationalbiblioteket (tidligere det kejserlige bibliotek) og blev derved det eneste nationalbibliotek i Japan. På det tidspunkt blev samlingerne udvidet med en million eksemplarer.
Det Nationale parlamentsbibliotek flyttede i 1961 til sine nuværende lokaler ved parlamentsbygningen. Et anneks stod klart i 1986 med kapacitet for tolv millioner bøger og tidsskrifter. Kokuritsu Kokkai Toshokan åbnede et nyt bibliotek i maj 2002, Det Internationale Børnebogsbibliotek, i det tidligere kejserlige bibliotek i Ueno. Det indeholder 400.000 eksemplarer af børnelitteratur fra hele verden.

## Eksterne links
- Wikimedia Commons har flere filer relateret til Nationale parlamentsbibliotek

35°40′42″N 139°44′39″Ø / 35.678333333333°N 139.74416666667°Ø